# Војвода (војни чин)
Војвода (етимолошки: Бојни Војвода) је био највиши војни чин у војскама Краљевине Србије и Краљевине Југославије, који је по значењу одговарао чиновима маршала или фелдмаршала у земљама које те чинове примењују, односно чину генерала армије у војсци САД. Уведен је Законом о устројству војске Краљевине Србије од 1901. године на предлог тадашњег министра војног потпуковника (потоњег дивизијског генерала) Милоша Васића који је био његов идејни творац. У овај чин унапређени су генерали током балканских и Првог светског рата. Војска Краљевине Србије и Краљевине Југославије имала је четири војводе: Радомира Путника, Степу Степановића, Живојина Мишића и Петра Бојовића. Једина почасна титула додељена је француском маршалу Франше д’Епереу за његове заслуге према Србији током Првог светског рата. Аустроугарски фелдмаршал Светозар Боројевић је након Првог светског рата, поднео захтев да буде примљен у нову војску Краљевине Срба, Хрвата и Словенаца и преведен у чин војводе, али је овај захтев одбијен. Пре увођења овог чина, највиши чин у војсци Краљевине Србије од 1900. до 1901. био је армијски генерал. После 1945. године новоформирана Југословенска армија није наставила систем војног рангирања Краљевине Југославије па је овај чин престао да постоји.

## Разлог за увођење чина
Крајем 1897. и почетком 1898. године су се десиле преломне фазе у развоју војске. Повратком краља Милана у Србију, започет је процес корените војне реформе. Најзначајнији датум у историји војске Краљевине Србије био је 25. децембар 1897. године. Тога дана краљ Александар је потписао два указа. Првим је поново успостављена Команда активне војске, која је требало да започне са радом на Светог Саву наредне године док је другим указом краљ Милан постављен за њеног команданта. Истог дана Команда активне војске је војном уредбом била подређена Министарству војном. У пракси то није било тако, јер практично командант активне војске је командовао свим командама, јединицама и војним установама, а министар војни је само управљао чиме му је одузето право употребе војне силе и он претворен у војног административца. У то време министар војни је био Драгомир Вучковић који је имао чин пуковника. Њему званично подређени командант активне војске имао је чин генерала. Када је на место министра војног постављен Јован Атанацковић који је имао чин генерала, јавила се потреба за увођењем новог војног чина за команданта активне војске.

### Почасни чин
Промена у структури војске од 1897. до 1900. године била је и појава нових чинова. Тадашњи важећи Закон о устројству војске из 1886. обухватао је осам чинова. Потпоручник, поручник, капетан II класе, капетан I класе били су нижи официрски чинови док су мајор, потпуковник, пуковник и генерал били виши официрски чинови. Њима су у овом периоду придодати један нижи официрски, заставник и један виши официрски и почасни чин, армијски генерал. У децембру 1898. краљ Александар је потписао указ и овластио тадашњег министра војног да га поднесе на усвајање Скупштини. Нови указ се односио на повећање плата нижим официрима и степеновање генералског чина у рангу: бригадни, дивизијски и корпусни. Овај указ са изменама није прошао скупштинску процедуру, па се за нешто више од годину дана у измењеном облику, овај пројекат коначно и реализовао.
На XXVI редовној седници Народне скупштине, после извештаја Војног одбора, усвојене су нове измене и допуне Закона о устројству војске. Посланик Илија Стојановић је током скупштинске расправе, пре усвајања закона наглашавао потребу за увођењем новог вишег чина од садашњег генералског, чина армијског генерала. По његовим речима, жртва не би била велика јер би српска војска имала једног, а касније два до три. Било је јасно да је нови чин намењен команданту активне војске краљу Милану. Супротног мишљења био је Живан Живановић, који је нагласио да додељивање овог чина у овом случају имало више политички а мање војнички значај. Томе у прилог иде и већ поменута чињеница да краљ Милан, пре повратка, није намеравао да свој војнички ранг, уздигне овим, већ по својој жељи другим војним чином, а то је била титула врховни вожд. Због тога се још у лето 1897. обратио Стојану Новаковићу за мишљење, да ли је ико осим Карађорђа, био њен носилац. Како Новаковић тада није знао, да је и родоначелник куће Обреновић, кнез Милош био у Другом српском устанку, такође носилац титуле врховни вожд, краљу Милану знајући тада само да је родоначелник друге династије носилац ове титуле, одбио је предлог да прихвати ово звање.
И без ове титуле, бивши краљ је постао носилац највишег војног ранга у држави, и то не само у односу на све остале генерале већ и у односу на свог сина тадашњег врховног команданта краља Александра. Одлуку скупштине, односно усвојени предлог Закона о изменама и допунама Закона о устројству војске, потврдио је краљ Александар 12. јануара 1900. године. Два дана касније, (14. јануара 1900), нови чин је због заслуга у двогодишњем раду на реформисању војске додељен краљевом оцу. Чин је уведен због уздизања војног ранга краља Милана. Према тадашњем закону о Устројству војске (члан 27), чин армијског генерала је додељиван искључиво од стране монарха било ком генералу без обзира на време проведено у генералском чину. Еполете армијског генерала састојале су се од: генералске плетенице а у средини је додат двоглави бели орао, државни грб Краљевине Србије. Одласком Краља Милана из Краљевине Србије, нестао је и главни разлог за постојање овог чина. Генерал Михаило Срећковић, наследник на месту команданта активне војске, није унапређен у овај чин. Нови закон о устројству војске из 1901 (члан 7), супротно ранијим, није предвидео да министар војни командује већ само врши послове предвиђене законима и администрује војском.

### Ратни чин
Закон о устројству војске од 27. јануара 1901. године, чији је идејни творац тадашњи министар војни потпуковник (потоњи дивизијски генерал) Милош Васић, увео је нови највиши војни чин у српској војсци. Војводски чин донео је опште измене у официрском рангу. Уместо раније поделе на виши и нижи кор, уведена је нова категорија – генералитет, сачињена од два највиша чина – генерал и војвода. Увођењем овог чина укинут је чин армијског генерала а ознаке на еполетама које су до тада припадале претходном чину, преузете су као ознаке за чин војводе. По тадашњем закону (члан 17), чин војводе се могао добити само за време рата и њега је додељивао монарх по свом нахођењу. Новим изменама и допуна Закона о устројству војске од 31. марта 1904. године, чин војводе се могао добити само у рату и у њега унапредити само онај генерал који је одликован нарочитим успешним радом. На прво унапређење у овај чин, српска војска је чекала пуних једанаест година.
Први унапређени генерал био је Радомир Путник тек 1912. године, и он је овај чин једини носио пуне две године. Он је овај ратни чин добио како је тад речено од стране Врховног команданта краља Петра I: у знак признања и захвалности Отаџбине, Ђенерал Путник је награђен указом од 20. октобра 1912. године производством у чин првог српског Бојног Војводе. Степа Степановић (други) и Живојин Мишић (трећи носилац) су овај чин стекли у размаку од пет месеци током 1914. године. Степа је ратни чин заслужио: због успешно вођених у завршених битака, протеривањем Аустријанаца из Мачве и Шапца чиме је унапређен 20. августа 1914. године, производством у чин другог српског Бојног Војводе. Мишић је свој ратни чин како је тада речено: највише заслужио и отаџбину задужио јер је успео да за дванаест дана истера Аустроугаре из Србије, па је унапређен указом од 4. децембра 1914. године и производством у чин трећег Бојног Војводе, чиме није прославио само себе, већ цео Српски род и ушао у легенду. Четвртог војводу Петра Бојовића, Краљевина Србија је добила 1918. године и он је био последњи српски генерал унапређен у овај чин. Бојовић је свој ратни чин заслужио: као награду за пролом Солунског непријатељског фронта за време дуготрајног крвавог а по нашу Отаџбину срећног рата те је унапређен указом од 13. септембра 1918. године и производством у чин четвртог Бојног Војводе.
Новоформирана војска Краљевине СХС/Југославије наставила је систем војних чинова војске Краљевине Србије, са малим изменама. Лета 1919. године, фелдмаршал Светозар фон Боројевић упутио је молбу преко команде у Целовцу, да буде примљен у нову војску Краљевине Срба, Хрвата и Словенаца и преведен у чин војводе. Ова молба је била одбијена како је војвода Мишић саопштио због противљења једног министра из Хрватске. Почасни војвода је био и француски генерал Франше д’Епере који је од стране краља Александра I, био именован 1921. године. Франше д’Епере је почасно именовање заслужио: за храбро држање у европском рату 1914–1918. Недуго затим унапређен је у чин Маршала Француске у фебруару исте године.
Дана 19. јула 1923. новим законом о Устројству војске и морнарице уведена је градација генералског чина по узору на француски систем степеновања: бригадни генерал, дивизијски генерал и армијски генерал. По тадашњем закону из структуре редовних генералштабних унапређена издвојен је војвода као посебан чин који се могао добити само у рату за изузетне заслуге. Дизајн еполете је остао исти са једном изменом, државни грб Краљевине Србије замењен је замењен државним грбом Краљевине СХС/Југославије.
Најдуже је овај чин носио од свих унапређених генерала, Петар Бојовић пуних двадесетседам година (унапређен у 60. години), затим Степа Степановић петнаест година (унапређен у 58. години), Живојин Мишић седам година и Радомир Путник најкраће само пет година (унапређени у 59, односно 65. години живота).
Према Уставима Краљевине Србије и Краљевине Југославије, врховни команданти су преузимали чин након полагања заклетве на устав а министар војске и морнарице им је додељивао униформу са војводским ознакама. Владари који су носили униформу са овим ознакама су: Краљ Милан Обреновић, краљ Александар Обреновић, краљ Петар I Карађорђевић, краљ Александар I Карађорђевић и краљ Петар II Карађорђевић. Уставом и војним законима је регулисано да у случају рата ако је краљ малолетан, за његовог заступника у војсци буде одређен војвода а у случају непостојања ни једног официра са овим чином, да се дужност повери неком од армијских генерала.
Након завршетка Другог светског рата, проглашењем Федеративне Народне Републике Југославије 29. новембра 1945. године и успостављањем Југословенске армије (касније ЈНА) 24. априла 1946. године, усвојена је војна хијерархија по угледу на Совјетски Савез са Маршалом као највишим чином. Овом уредбом укинути су сви чинови који су до тада важили па је чин Војводе који је постојао пуних четрдесетчетири године  престао да постоји.

## Списак именованих

### Владари
Владари носиоци чина по функцији врховног команданта
| Име и презиме                  | Портрет | Датум рођења | Датум смрти | Датум преузимања звања по функцији | Напомена |
| ------------------------------ | ------- | ------------ | ----------- | ---------------------------------- | --- |
| Краљ Милан Обреновић           |         | 1854         | 1901        | 14. јануар 1900.                   | Командант Активне војске, Кнез и Краљ Србије (1868—1889), тада се чин звао армијски генерал али је ознаке имао као чин војводе. |
| Краљ Александар Обреновић      |         | 1876         | 1903        | 27. јануар 1901.                   | Краљ Србије (1889—1903). |
| Краљ Петар I Карађорђевић      |         | 1844         | 1921        | 15. јун 1903.                      | Краљ Србије и Краљ Срба, Хрвата и Словенаца (1903—1921).                                                                        |
| Краљ Александар I Карађорђевић |         | 1888         | 1934        | 16. август 1921.                   | Краљ Срба, Хрвата и Словенаца и Краљ Југославије (1921—1934)                                                                    |
| Краљ Петар II Карађорђевић     |         | 1923         | 1970        | 9. октобар 1934.                   | Краљ Југославије (1934—1945).                                                                                                   |

### Унапређени генерали
Генерали унапређени у чин војводе
| Име и презиме    | Портрет | Датум рођења | Датум смрти | Датум унапређења    | Напомена                                                                               |
| ---------------- | ------- | ------------ | ----------- | ------------------- | -------------------------------------------------------------------------------------- |
| Радомир Путник   |         | 1847         | 1917        | 20. октобар 1912.   | Први унапређени генерал Краљевине Србије.                                              |
| Степа Степановић |         | 1856         | 1929        | 20. август 1914.    | Други унапређени генерал Краљевине Србије и Први војвода Краљевине СХС/Југославије.    |
| Живојин Мишић    |         | 1855         | 1921        | 4. децембар 1914.   | Трећи унапређени генерал Краљевине Србије и Други војвода Краљевине СХС.               |
| Петар Бојовић    |         | 1858         | 1945        | 13. септембар 1918. | Четврти унапређени генерал Краљевине Србије и Трећи војвода Краљевине СХС/Југославије. |

### Почасни
Почасни војвода
| Име и презиме      | Портрет | Датум рођења | Датум смрти | Датум именовања  | Напомена                                                     |
| ------------------ | ------- | ------------ | ----------- | ---------------- | ------------------------------------------------------------ |
| Луј Франше д’Епере |         | 1856         | 1942        | 29. јануар 1921. | Маршал Француске, Почасни војвода Краљевине СХС/Југославије. |

### Одбијен предлог
Одбијен предлог за примање у војску Краљевине СХС/Југославије у чину војводе
| Име и презиме      | Портрет | Датум рођења | Датум смрти | Напомена |
| ------------------ | ------- | ------------ | ----------- | --- |
| Светозар Боројевић |         | 1856         | 1920        | Аустроугарски фелдмаршал. Поднео захтев да буде примљен у војску Краљевине СХС са чином војводе 1919. Овај предлог је одбијен. Да је био примљен у војску Краљевине СХС/Југославије био би четврти војвода а пети од увођења чина. |